# Aishath Himna Hassan
Aishath Himna Hassan (7 gennaio 2002) è una velocista maldiviana, che ha rappresentato il suo paese ai Campionati del mondo di atletica leggera 2019.

## Biografia
Detiene dal 2018 il record nazionale sui 400 metri piani: ha battuto una prima volta il primato di Mirufath Ahmed, che resisteva dal 2010, ai campionati asiatici under-20 di atletica leggera del giugno 2018, fissandolo in 59.76. Lo ha poi migliorato di 3 centesimi un mese dopo, alle qualificazioni asiatiche ai giochi olimpici giovanili, ed una terza volta ai Campionati asiatici under 18 di atletica leggera del 2019, scendendo a 59.18. È scesa sotto il muro dei 59 secondi in occasione dei campionati mondiali under 20 di atletica leggera del 2021, portando il record nazionale a 58.90. Vista la giovane età dell'atleta, il record è anche il primato nazionale under-20.
Sin da molto giovane, ha rappresentato il suo paese anche a livello seniores. Nel 2018 ha corso i 200 ed i 400 metri ai XVIII Giochi asiatici, disputati a Giacarta, Indonesia, venendo eliminata in entrambi i casi in batteria.
Nel 2019 ha preso parte alla spedizione maldiviana ai giochi dell'Asia Meridionale, durante i quali ha corso i 400 m (chiuse la finale al settimo posto) e le staffette: la 4x100 metri femminile, che chiuse al sesto posto la finale, battendo il record nazionale che resisteva dal 2016; e la 4x400 metri femminile, che chiuse anch'essa al sesto posto.
Nello stesso anno ha partecipato anche ai campionati del mondo di atletica leggera, che si sono disputati a Doha, in Qatar. Ha gareggiato sulla sua distanza, i 400 metri, venendo eliminata in batteria con il 46º tempo: 59.91, lontano dalle sue migliori prestazioni. Peggio di lei fece solo Kenza Sosse, la prima atleta donna del Qatar ad aver mai preso parte ad un mondiale di atletica leggera.
Non ha preso parte ad alcuna competizione internazionale nel 2020, ma l'anno successivo si aggiudicò un posto ai mondiali under-20 primeggiando nei trials organizzati dalla federazione maldiviana. Ai successivi mondiali, disputati a Nairobi, ha gareggiato ancora una volta nei 400 metri piani: il 18º tempo ottenuto in batteria non fu sufficiente per entrare in finale, ma le valse - come detto - il record nazionale. Ha ulteriormente migliorato il record nel giugno 2022, fermando il cronometro a 57.56.
Nel 2022 ha preso parte ai XXII Giochi del Commonwealth sulle distanze dei 100 m, 400 m e 4x100 m, venendo eliminata in batteria.